# Enicospilus kelloggae
Enicospilus kelloggae är en stekelart som beskrevs av Ian D. Gauld 1988. Enicospilus kelloggae ingår i släktet Enicospilus och familjen brokparasitsteklar. Inga underarter finns listade i Catalogue of Life.